# Automotrice FS ALn 668.3000
Le automotrici FS ALn 668.3000, note anche come ALn 668 serie 3000, fanno parte della terza generazione del gruppo ALn 668, costituita in ordine cronologico dalle serie 1900, 1000, 1200, 3000, 3100 e 3300.
La serie 3000 (numero di commessa FIAT 7241 S) è la versione con motori sovralimentati della serie 1200 (commessa FIAT 7241), dalla quale differisce per la velocità massima di 130 chilometri orari.

## Costruzione
Le ALn 668.3000 vengono ordinate nel 1978 in 120 esemplari, ma la serie rimane limitata a 40 unità per la decisione di estendere la possibilità del comando multiplo a tre anziché due motrici, fatto che determina nel 1980 la nascita della nuova serie 3100 con le 80 macchine restanti.
La costruzione delle quaranta ALn 668.3000 viene quindi ripartita equamente fra la FIAT Ferroviaria Savigliano e le Officine Meccaniche Calabresi (Omeca):
- ALn 668.3001-3020, consegnate dalla FIAT Ferroviaria Savigliano nel 1980;
- ALn 668.3021-3040, consegnate dalle Omeca tra il 1980 e il 1981.

## Caratteristiche
Le ALn 668.3000 hanno una capacità di 68 posti a sedere, di cui 8 di prima classe, e sono mosse da due motori Diesel con potenza di taratura di 147 kW ciascuno (elevata successivamente a 170 kW), che permettono una velocità massima di 130 km/h e un'autonomia di circa 600 km.
Le automotrici ALn 668.3000 possono essere pilotate dalle rimorchiate Ln 664.1400 e sono atte al comando multiplo in doppia trazione.

### Differenze dalla serie 1200
Le ALn 668.3000 differiscono dalla serie 1200 unicamente per il motore sovralimentato IVECO 8217.32 e il conseguente dimensionamento degli organi della trasmissione in funzione della maggior potenza sviluppata.

### Motore e trasmissione
La motorizzazione della serie 3000 fa ricorso ai propulsori sovralimentati IVECO 8217.32 montati a partire dalla serie 1900, la cui maggior potenza consente di raggiungere la velocità massima di 130 km/h lasciando inalterato il cambio e adottando lo stesso rapporto di trasmissione al ponte delle serie 1900 e 1000.
Il motore sovralimentato richiede inoltre l'adozione del giunto idraulico di diametro maggiorato, della frizione bidisco e lo spostamento delle marmitte dal tetto agli appositi cavedi verticali ai lati del vestibolo posteriore, come sulle precedenti serie 1900 e 1000.
| Motore                     | Motore                              | Trasmissione                      | Trasmissione             |
| -------------------------- | ----------------------------------- | --------------------------------- | ------------------------ |
| Motore IVECO 8217.32.033   | ciclo Diesel                        | Diametro giunto idraulico         | 500 mm                   |
| Numero cilindri            | 6                                   | Frizione                          | bidisco a secco          |
| Alesaggio                  | 137 mm                              | Cambio                            | FIAT meccanico a 5 marce |
| Corsa                      | 156 mm                              | Rapporti di velocità del cambio   | 5,37 in 1ª marcia        |
| Cilindrata                 | 13,798 dm³                          | Rapporti di velocità del cambio   | 3,40 in 2ª marcia        |
| Assetto                    | inclinato di 3° sull'orizzontale    | Rapporti di velocità del cambio   | 2,01 in 3ª marcia        |
| Potenza nominale UIC       | 206 kW a 2.000 giri/min             | Rapporti di velocità del cambio   | 1,27 in 4ª marcia        |
| Potenza di taratura FS     | 147 kW, poi 170 kW a 1.850 giri/min | Rapporti di velocità del cambio   | 1,00 in 5ª marcia        |
| Regime minimo di rotazione | 650 giri/min                        | Rapporto di trasmissione al ponte | 2,39                     |
| Alimentazione aria         | con turbosoffiante Holset           | Velocità massime                  | 24 km/h in 1ª marcia     |
| Alimentazione gasolio      | serbatoio da 600 dm³ (in due parti) | Velocità massime                  | 40 km/h in 2ª marcia     |
| Comando ventola radiatore  | idrostatico                         | Velocità massime                  | 65 km/h in 3ª marcia     |
| Generatore elettrico       | alternatore da 2,4 kW a 24 V        | Velocità massime                  | 104 km/h in 4ª marcia    |
| Tipo compressore aria      | AC.75ZB                             | Velocità massime                  | 130 km/h in 5ª marcia    |

## Modifiche e sperimentazioni

### Potenziamento dei motori
La potenza di taratura dei motori viene inizialmente limitata a 147 kW come per le serie 1900 e 1000, ma dopo i risultati positivi delle prove eseguite sulle ALn 668.1000 e 3000 del deposito di Cuneo e sulle ALn 668.3100 del deposito di Benevento tra il 1980 e il 1981, viene deciso di elevarla a 170 kW a cura dei depositi locomotive.

### Rostri paravacche
Nel 1983 le FS iniziano a installare sulle automotrici ALn 668 in servizio sulle linee della Sicilia occidentale, tra cui quelle della serie 3000, i rostri "paravacche" già adottati sulle linee della Sardegna.

## Esercizio

### Assegnazione ai depositi locomotive
Le prime sei ALn 668.3000 uscite di fabbrica nella primavera del 1980 vengono assegnate al deposito locomotive di Cuneo per fronteggiare l'emergenza dovuta all'inatteso successo della riapertura della Cuneo-Ventimiglia, mentre le unità successive vengono inviate al DL di Siena per sostituire le 1200 e qualcuna al DL di Benevento, dove restano per breve tempo.
Anche la permanenza nel DL di Siena è relativamente breve, poiché per esigenze di servizio le 3000 vengono sostituite dalle ALn 668.3100, atte alla tripla trazione a comando multiplo, e inviate ai DL di Cuneo, per rinforzarne la dotazione, Catanzaro, Palermo e Reggio Calabria, che prima dell'arrivo delle 3100 arriva a possederne una dozzina.
Entro il primo quinquennio degli anni novanta vengono concentrate in Sicilia nel DL di Palermo, da cui alcune unità vengono inviate ai DL di Catania e Fabriano nel decennio successivo.
| DL                                 | marzo 1983 | luglio 1995 | luglio 2006 |
| ---------------------------------- | ---------- | ----------- | ----------- |
| Cuneo                              | 11         | –           | –           |
| Fabriano                           | –          | –           | 3           |
| Catanzaro                          | 9          | –           | –           |
| Reggio Calabria                    | 3          | –           | –           |
| Catania                            | –          | –           | 4           |
| Palermo                            | 17         | 39          | 32          |
| Totale                             | 40         | 39[a]       | 39[a]       |
| a. ALn 668.3036 radiata dal parco. |            |             |             |

### Principali servizi

#### Macchine del DL di Cuneo
Le undici ALn 668.3000 assegnate al DL di Cuneo nella primavera del 1980 vengono messe in servizio sulla Cuneo-Ventimiglia a fianco della serie 1000, sulle linee Cuneo-Bastia Mondovì e Cuneo-Airasca a fianco delle ALn 772 e sulla Ceva-Ormea dove le sostituiscono completamente.

Il turno sulla Ceva-Ormea viene affidato a una coppia di automotrici che effettua servizio per più di due giorni senza rientrare in deposito, il cui rifornimento di gasolio viene effettuato nella rimessa locomotive di Ceva, non equipaggiata per la trazione Diesel, mediante il tender di una locomotiva a vapore appositamente adattato allo scopo.

#### Macchine dei DL di Catanzaro e Reggio Calabria
Durante la permanenza nei DL di Catanzaro e Reggio Calabria le ALn 668.3000 fanno servizio su vari spezzoni della linea Taranto-Sibari-Catanzaro Lido-Reggio Calabria, di 477 km, sulla Lamezia Terme-Catanzaro Lido, di 47 km, e sulla Sibari-Cosenza, di 69 km.

#### Macchine del DL di Palermo
Le ALn 668.3000 del DL di Palermo vengono messe in servizio sulle relazioni dirette Palermo-Catania e Palermo-Siracusa, sulle linee Palermo-Agrigento, Palermo-Caltanissetta e, in misura minore, sulla Palermo-Trapani via Milo e via Castelvetrano. Durante il periodo di interruzione della linea Palermo Notarbartolo-Piraineto diverse ALn 668.3000 sono impiegate nella rimanente tratta Piraineto-Trapani via Castelvetrano.

### Accantonamenti e radiazioni
A luglio 2006 risulta radiata dal parco l'automotrice ALn 668.3036.

## Modelli derivati per le ferrovie in concessione

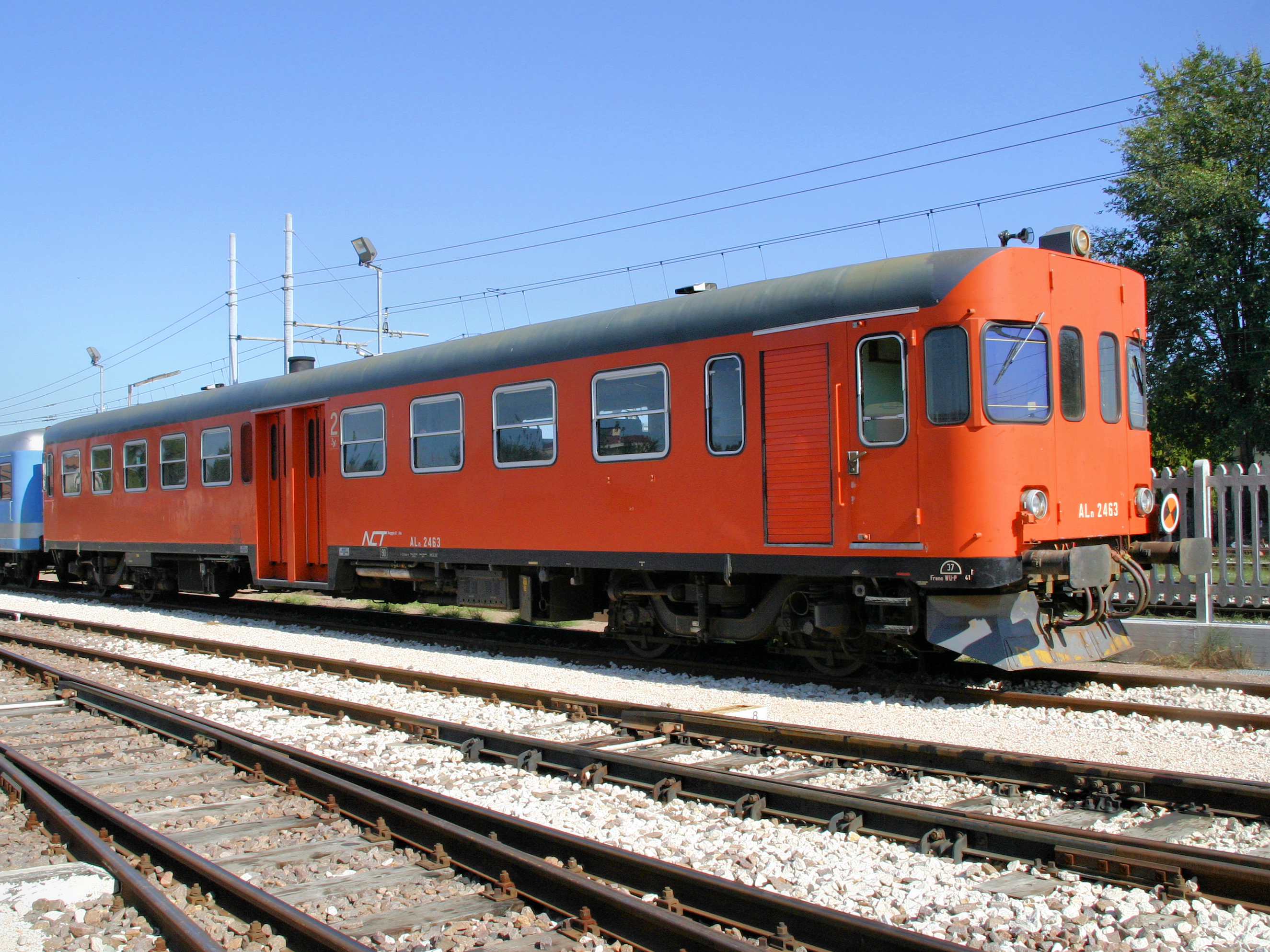
Automotrice ALn 2463 dell'ACT di Reggio Emilia

Sulla base delle ALn 668.3000 delle FS sono stati realizzati piccoli lotti di automotrici e rimorchiate per le seguenti ferrovie in concessione:
- 4 automotrici per l'Azienda Consorziale Trasporti (ACT) di Reggio Emilia, immatricolate ALn 2463-2466 nel 1980[19][32][33][34];
- 5 automotrici e 2 rimorchiate semipilota per la linea Napoli-Santa Maria Capua a Vetere-Piedimonte Matese del Consorzio Trasporti Pubblici (CTP) di Napoli, immatricolate ALn 668.I.9-13 e Ln 884.R.104-108 tra il 1981 e il 1983[19][33][35][36];
- 3 automotrici e una rimorchiata semipilota per la ferrovia Parma-Suzzara della Società Veneta (SV), immatricolate ADn 611-613 e Bd 371 tra il 1981 e il 1984[19][33][35][37];
- 4 automotrici per la ferrovia Brescia-Edolo della Società Nazionale Ferrovie e Tramvie (SNFT), immatricolate ALn 668.123-126 nel 1983[19][33][35][38].

## Unità preservate per il parco storico
Nel 2023 le ALn 3010 e 3040 sono state rilevate dalla Fondazione FS Italiane per l'utilizzo nell'ambito dei treni storici, riportandole nella loro colorazione originale «grigio azzurro-beige pergamena»; attualmente sono assegnate al deposito locomotive di Palermo.